# Goldonna
Goldonna és una població dels Estats Units a l'estat de Louisiana. Segons el cens del 2000 tenia 457 habitants.

## Demografia
Segons el cens del 2000, Goldonna tenia 457 habitants, 163 habitatges, i 131 famílies. La densitat de població era de 16 habitants/km².
Dels 163 habitatges en un 39,3% hi vivien nens de menys de 18 anys, en un 63,8% hi vivien parelles casades, en un 10,4% dones solteres, i en un 19,6% no eren unitats familiars. En el 17,2% dels habitatges hi vivien persones soles l'11,7% de les quals corresponia a persones de 65 anys o més que vivien soles. El nombre mitjà de persones vivint en cada habitatge era de 2,8 i el nombre mitjà de persones que vivien en cada família era de 3,15.
Per edats la població es repartia de la següent manera: un 28,9% tenia menys de 18 anys, un 11,4% entre 18 i 24, un 25,6% entre 25 i 44, un 24,3% de 45 a 60 i un 9,8% 65 anys o més.
L'edat mediana era de 31 anys. Per cada 100 dones de 18 o més anys hi havia 94,6 homes.
La renda mediana per habitatge era de 27.500 $ i la renda mediana per família de 32.656 $. Els homes tenien una renda mediana de 26.875 $ mentre que les dones 17.000 $. La renda per capita de la població era de 12.207 $. Entorn del 20,2% de les famílies i el 23,1% de la població estaven per davall del llindar de pobresa.

## Poblacions més properes
El següent diagrama mostra les poblacions més properes.